# 235 (numero)
Duecentotrentacinque (235) è il numero naturale dopo il 234 e prima del 236.

## Proprietà matematiche
- È un numero dispari.
- È un numero composto con quattro divisori: 1, 5 e 47 e 235. Poiché la somma dei suoi divisori (escluso il numero stesso) è 53 < 235, è un numero difettivo.
- È un numero semiprimo, avendo soltanto due fattori primi distinti.
- È un intero privo di quadrati.
- È un numero ettagonale, 25-gonale, triangolare centrato e 39-gonale centrato.
- È un numero malvagio.
- Può essere espresso in due modi diversi come differenza di due quadrati: 235=262-212=1182-1172.
- È il terzo numero di Smarandache-Wellin, la concatenazione in base 10 dei primi tre numeri primi.
- Può essere espresso come somma di tre numeri primi consecutivi (235=73+79+83).
- È un numero palindromo nel sistema di numerazione posizionale a base 4 (3223), a base 7 (454), a base 8 (353) e a base 13 (151).
- È parte delle terne pitagoriche (141, 188, 235), (235, 564, 611), (235, 1092, 1117), (235, 5520, 5525), (235, 27612, 27613).
- È un numero fortunato.

## Astronomia
- 235P/LINEAR è una cometa periodica del sistema solare.
- 235 Carolina è un asteroide della fascia principale del sistema solare.

## Astronautica
- Cosmos 235 è un satellite artificiale russo.

## Altri ambiti
- L'additivo alimentare E235 è il conservante natamicina.
- +235 è il prefisso telefonico internazionale del Ciad.
- È la massa, espressa in UMA, del radionuclide uranio 235, usato in reattori ed armi nucleari.
- Il ciclo metonico, su cui si basano i calendari lunisolari aritmetici (come ad esempio quello ebraico), è composto quasi esattamente da 235 mesi lunari.